# 黃美娥
黃美娥，（1963年11月18日—），現任國立台灣大學台灣文學研究所（「台大台文」）教授。曾擔任台大台文所所長（2014.08-2020.07） （页面存档备份，存于），此前曾任國立政治大學中文系副教授。曾與王德威、黃英哲共同編寫暢銷讀本《台灣：從文學看歷史》。任教於政大台文所期間出版的代表作，《重層現代性鏡像：日治時代臺灣傳統文人的文化視域與文學想像》，獲得國家圖書館肯定為最常被引用的學術專書之一。曾擔任台灣文學學會理事長。
黃美娥本科於輔仁大學中文系就讀。

## 著作
- 《台灣：從文學看歷史》
- 《重層現代性鏡像：日治時代臺灣傳統文人的文化視域與文學想像》